# 48, avenue de l'Opéra
Pour plus de détails, voir Fiche technique et Distribution.
48, avenue de l'Opéra est un film muet français réalisé par Georges Denola et Dominique Bernard-Deschamps, sorti en 1917.

## Fiche technique
- Titre : 48, avenue de l'Opéra
- Réalisation : Georges Denola, Dominique Bernard-Deschamps
- Scénario : Pierre Decourcelle
- Photographie :
- Montage :
- Producteur :
- Société de production : Société cinématographique des auteurs et gens de lettres (S.C.A.G.L)
- Société de distribution :  Pathé Frères
- Pays de production :  France
- Langue : film muet avec les intertitres en français
- Format : Noir et blanc — 35 mm — 1,33:1 — Muet
- Genre : Film dramatique, Film policier
- Métrage : 1 525 mètres
- Durée : 51 minutes
- Date de sortie :
  - France : 30 novembre 1917

## Distribution
- Harry Baur : Tom Baxler
- Jean Worms : Quincy
- Simone Frévalles : Sylvie Daumas
- Henri Bosc : Pierre Morel
- Jacques Grétillat : Jean Daumas
- Renée Fagan : Lulu
- Jeanne Brindeau